# Movsar Evloev
Movsar Evloev, född 11 februari 1994 i Sunzha, är en rysk MMA-utövare som sedan 2019 tävlar i UFC.